# Alec von Graffenried
Alec von Graffenried, né le 16 août 1962 à Coire (originaire de Berne), est une personnalité politique suisse, membre des Verts liste libre (VLL), l'un des trois partis cantonaux membres des Verts suisses. Il est maire de la ville de Berne de 2017 à 2024.

## Biographie

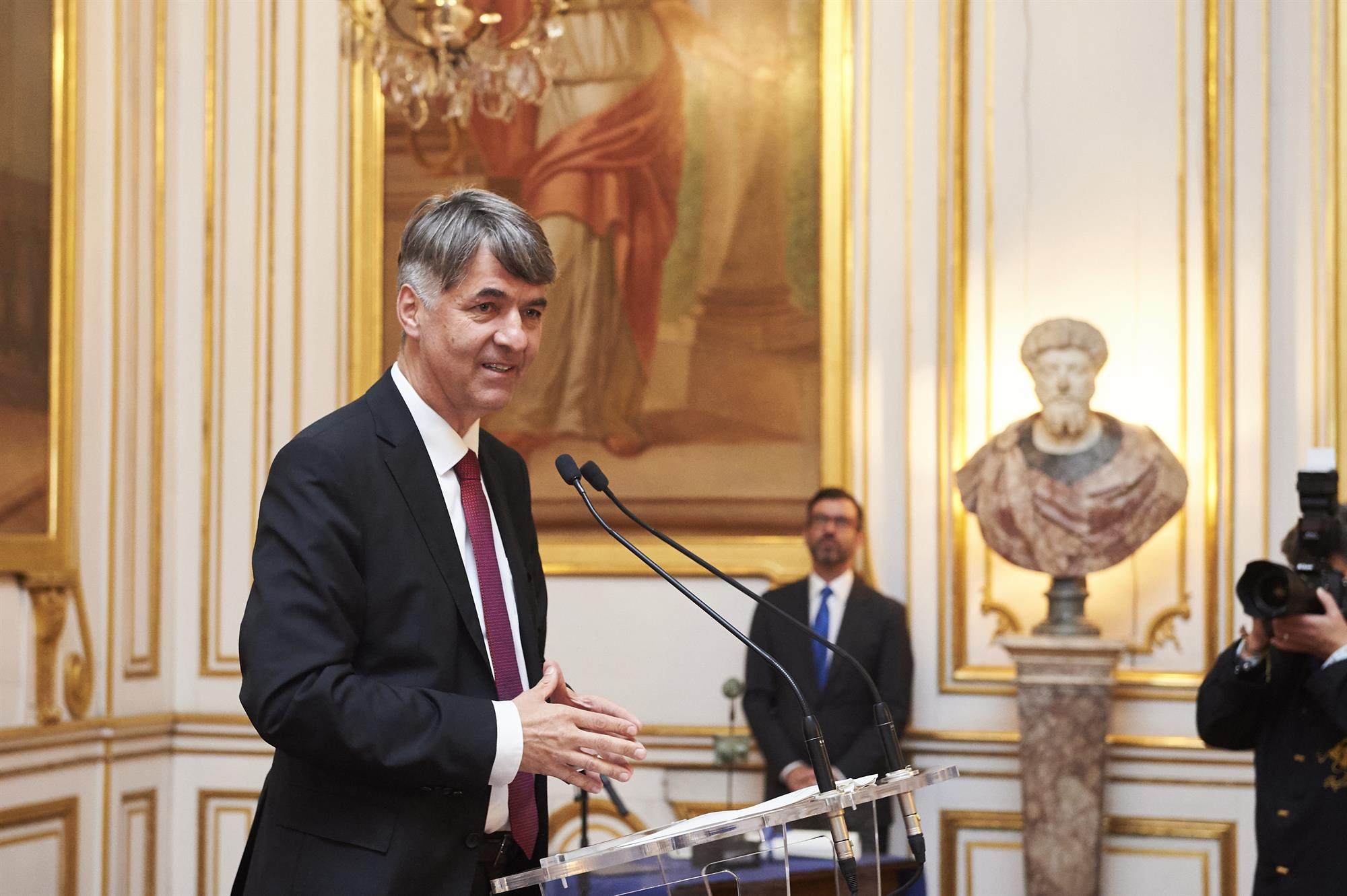
Von Graffenried, en 2019.

Alec von Graffenried  naît le 16 août 1962 à Coire, dans le canton des Grisons. Il est originaire de la ville de Berne, descendant d'une grande famille patricienne bernoise vieille de quelque sept siècles,. Son père était médecin.
Il grandit à Berne dès 1965, dans le quartier de la Länggasse. Ayant perdu ses parents tôt, il doit financer ses études avec des petits boulots (serveur, chauffeur-livreur, collaborateur d'une radio locale). Après avoir commencé des études en histoire et en psychologie, il étudie le droit à partir de 1984 et devient avocat dès 1990.
Il est préfet de district du canton de Berne de 2000 à 2017. Depuis novembre 2007, il est également directeur chargé du développement durable chez Losinger Marazzi, une entreprise de construction.
Il a le grade d'appointé à l'armée.
Il est marié à Cornelia Häfliger et père de quatre enfants, dont deux issus d'un premier mariage. Il habite à Murifeld bei Bern, dans le quartier de Kirchenfeld-Schlosshalde.

## Parcours politique
Aux élections fédérales de 2007, il est élu au Conseil national, puis réélu en 2011. Il est membre de la Commission des affaires juridiques (CAJ), qu'il préside de novembre 2013 à juin 2015. Au terme de ses deux mandats, il annonce se retirer de la vie politique, mais se laisse convaincre moins de six mois plus tard de se présenter à l'élection au poste de maire de Berne,.
Le 15 janvier 2017, il est élu maire de la ville de Berne au second tour avec 58 % des voix face à Ursula Wyss.
Renonçant à se présenter au second tour de scrutin en 2024, il permet l'élection tacite de la socialiste Marieke Kruit, qui devient la première femme à exercer ce mandat de maire de la ville de Berne,

### Positionnement politique
Décrit comme un Vert pragmatique, il se déclare social libéral et plutôt en faveur de baisses d'impôts. Selon le politologue Mark Balsiger, « il est sympathique, mais sans réelle boussole politique ».
Il est membre du Nouveau mouvement européen suisse.